# Tinamotis
Tinamotis – rodzaj ptaków z rodziny kusaczy (Tinamidae).

## Zasięg występowania
Rodzaj obejmuje gatunki występujące w Ameryce Południowej.

## Morfologia
Długość ciała 33–42,5 cm; masa ciała 790–1000 g.

## Systematyka

### Etymologia
Tinamotis (Tinomotis): zbitka wyrazowa nazw rodzajów Tinamus Hermann, 1783 oraz Otis Linnaeus, 1758.

### Podział systematyczny
Do rodzaju należą następujące gatunki:
- Tinamotis pentlandii – kusoń andyjski
- Tinamotis ingoufi – kusoń patagoński